# Rosario (Agusan del Sur)
Rosario is een gemeente in de Filipijnse provincie Agusan del Sur op het eiland Mindanao. Bij de laatste census in 2007 had de gemeente ruim 31 duizend inwoners.

## Geografie

### Bestuurlijke indeling
Rosario is onderverdeeld in de volgende 11 barangays:
| - Bayugan - Cabantao - Cabawan - Libuac - Maligaya - Marfil | - Novele - Poblacion - Santa Cruz - Tagbayagan - Wasi-an |

## Demografie
Rosario had bij de census van 2007 een inwoneraantal van 31.293 mensen. Dit zijn 2.618 mensen (9,1%) meer dan bij de vorige census van 2000. De gemiddelde jaarlijkse groei komt daarmee uit op 1,21%, hetgeen lager is dan het landelijk jaarlijks gemiddelde over deze periode (2,04%). Vergeleken met de census van 1995 is het aantal mensen met 4.457 (16,6%) toegenomen.

De bevolkingsdichtheid van Rosario was ten tijde van de laatste census, met 31.293 inwoners op 385,05 km², 81,3 mensen per km².